# Сасаши
Сасаши (груз. სასაში) — село в Грузии, на территории Лентехского муниципалитета края (мхаре) Рача-Лечхуми и Нижняя Сванетия.

## География
Село находится в северной части Грузии, на левом берегу реки Цхенисцкали, на расстоянии приблизительно 20 километров (по прямой) к востоку от посёлка городского типа Лентехи, административного центра муниципалитета. Абсолютная высота — 1180 метров над уровнем моря.

## Население
По результатам официальной переписи населения 2014 года, в Сасаши проживало 182 человека (73 мужчины и 109 женщин). В национальной структуре населения грузины составляли 100 %.
| Год  | Население, человек |
| ---- | ------------------ |
| 2002 | 306                |
| 2014 | ↘ 182              |